# 大窪晶与
大窪 晶与（おおくぼ あきよ、男性、1982年 - ）は、日本の漫画家。神奈川県出身。代表作は『ヴラド・ドラクラ』。

## 来歴
『The Handbook 〜虹の彼方〜』で第14回エンターブレインえんため大賞コミック部門特別賞を受賞した。『ハルタ』volume44から「ヴラド・ドラクラ」を奇数月に連載中。

## 作品リスト
- 『ヴラド・ドラクラ』KADOKAWA〈ハルタコミックス〉既刊8巻（『ハルタ』volume44 - 連載中） - 初連載作。